# Amy Pemberton
Amy Louise Pemberton (Suffolk, Inglaterra; 23 de agosto de 1988) es una actriz británica. Es conocida por interpretar a Gideon en la serie de televisión Legends of Tomorrow y a Elaena Glenmore en el videojuego de Juego de Tronos. También prestó su voz a Slone de Titanfall 2 (2016) y a Sally Morgan, una compañera del Séptimo Doctor, en las obras de teatro radiales del Doctor Who de Big Finish Productions.

## Vida personal
Pemberton es de Stowmarket, Suffolk. Su padre falleció en 2009.

## Filmografía

### Cine
| Cine | Cine                      | Cine                    | Cine         |
| Año  | Título                    | Rol                     | Notas        |
| ---- | ------------------------- | ----------------------- | ------------ |
| 2005 | Anomaly                   | Tea Kelly               | Cortometraje |
| 2006 | What are the Chances      | Lara                    | Cortometraje |
| 2012 | Storage 24                | Lucy                    |              |
| 2015 | Doomsday                  | Cassie                  |              |
| 2016 | Tom and Jerry: Back to Oz | Dorothy, la reina ratón | Voz de canto |
| 2016 | Azure                     | Nancy Cole              | Cortometraje |
| 2016 | Kaufman's Game            | La chica                |              |
| 2019 | The Laundromat            | Fetching                |              |

### Televisión
| Televisión | Televisión                     | Televisión                    | Televisión                                                                        |
| Año        | Título                         | Rol                           | Notas                                                                             |
| ---------- | ------------------------------ | ----------------------------- | --------------------------------------------------------------------------------- |
| 2004       | The Mysti Show                 | Snowdrop                      |                                                                                   |
| 2004       | Woolamaloo                     | Bonny                         |                                                                                   |
| 2005       | El show de Basil Brush         | Hollywood Molly               |                                                                                   |
| 2005       | Mis padres son extraterrestres | Louise                        | Episodio: «Lights, Camera, Assassination»                                         |
| 2006       | The Commander: Blacklight      | Sadie Carr                    | Película para televisión                                                          |
| 2006       | Grownups                       | Alison                        | Episodio: «Reflectomoz»                                                           |
| 2007       | Casualty                       | Jodie Daley                   | Episodio: «Strangers When We Meet»                                                |
| 2008       | Doctors                        | Gemma Steedman                | Episodio: «Family Ties»                                                           |
| 2011       | Odd One In                     | Australiana falsa             | Episodio: #2.2                                                                    |
| 2014–2016  | Doctora Juguetes               | Fiona / Florence Nightingale  | Episodios: «St. Patrick's Day Dilemma/A Giant Save» y «Let The Nightingale Sing»  |
| 2016–2022  | Legends of Tomorrow            | Gideon                        | Elenco principal; acreditada como Amy Louise Pemberton desde la tercera temporada |
| 2016       | Arrow                          | Gideon                        | Episodio: «Invasion!»                                                             |
| 2016       | Suspense                       | La dama                       | Episodio: «The Smallest Mercy»                                                    |
| 2017       | Scorpion                       | Agente del MI6 Gemma Franklin | Episodio: «Go with the Flo(rence)», acreditada como Amy Louise Pemberton          |

### Videojuegos
| Año  | Título                     | Rol               | Notas               |
| ---- | -------------------------- | ----------------- | ------------------- |
| 2013 | Marvel Heroes              | Lady Loki / Sif   | Voz (no acreditada) |
| 2014 | Game of Thrones            | Elaena Glenmore   | Voz                 |
| 2016 | Uncharted 4: A Thief's End | Voces adicionales | Voz                 |
| 2016 | Titanfall 2                | Slone             | Voz                 |
| 2017 | Fortnite                   | Penny             | Voz                 |

### Teatro
| Año       | Título       | Rol      | Notas                |
| --------- | ------------ | -------- | -------------------- |
| 2006      | Footloose    | Ariel    | Teatro Novello       |
| 2008-2009 | Jersey Boys  | Lorraine | Teatro Prince Edward |
| 2011      | Rock of Ages | Sherrie  | Teatro Shaftesbury   |

### Radioteatro
| Año  | Título             | Rol          | Notas                                |
| ---- | ------------------ | ------------ | ------------------------------------ |
| 2011 | House of Blue Fire | Sally Morgan | Doctor Who: The Monthly Range        |
| 2012 | Black and White    | Sally Morgan | Doctor Who: The Monthly Range        |
| 2012 | Project: Nirvana   | Sally Morgan | Doctor Who: The Companion Chronicles |
| 2012 | Gods and Monsters  | Sally Morgan | Doctor Who: The Monthly Range        |
| 2013 | Afterlife          | Sally Morgan | Doctor Who: The Monthly Range        |
| 2014 | Signs and Wonders  | Sally Morgan | Doctor Who: The Monthly Range        |